# Novelda (Gerichtsbezirk)
Der Gerichtsbezirk Novelda ist einer der 13 Gerichtsbezirke in der spanischen Provinz Alicante.
Der Bezirk umfasst 10 Gemeinden auf einer Fläche von 714,64 km² mit dem Hauptquartier in Novelda.

## Gemeinden
| Gemeinde               | Einwohner (2024) | Fläche km² | Dichte Einw./km² | Cod INE | Postleitzahl |
| ---------------------- | ---------------- | ---------- | ---------------- | ------- | ------------ |
| Agost                  | 5.107            | 66,64      | 77               | 03002   | 03698        |
| Algueña                | 1.342            | 18,43      | 73               | 03013   | 03668        |
| Aspe                   | 21.969           | 70,90      | 310              | 03019   | 03680        |
| El Fondó de les Neus   | 2.696            | 68,85      | 39               | 03077   | 03688        |
| Hondón de los Frailes  | 1.310            | 12,55      | 104              | 03078   | 03689        |
| Monforte del Cid       | 8.967            | 79,49      | 113              | 03088   | 03670        |
| Monòver                | 12.764           | 152,36     | 84               | 03089   | 03640        |
| Novelda                | 26.213           | 75,65      | 347              | 03093   | 03660        |
| El Pinós               | 8.407            | 126,48     | 66               | 03105   | 03000        |
| La Romana              | 2.672            | 43,29      | 62               | 03114   | 03669        |
| Gerichtsbezirk Novelda | 91.447           | 714,64     | 128              | –       | –            |